# Eriocaulon oreadum
Eriocaulon oreadum är en gräsväxtart som beskrevs av Pieter van Royen. Eriocaulon oreadum ingår i släktet Eriocaulon och familjen Eriocaulaceae. Inga underarter finns listade i Catalogue of Life.